# الشراع X-1
فيلا اكس-1 عبارة عن نظام ثنائي أشعة سينية نابض عالي الكتلة (HMXB) ، مرتبط بمصدر اوهورا 4يو 0900-40 ونجم العملاق فهرس هنري درابر   77581. إن انبعاث الأشعة السينية للنجم النيوتروني ناتج عن التقاط وتراكم المادة من الرياح النجمية للمرافقة العملاقة. فيلا اكس-1 هي نموذج HMXB المنفصل. 
تبلغ الفترة المدارية للنظام 8.964 يومًا ، حيث يختفي نجم النيوترون لمدة يومين تقريبًا من كل مدار بواسطة HD 77581. فترة الدوران لنجم النيوتروني حوالي 283 ثانية ، وتؤدي إلى نبضات قوية من الأشعة السينية. تقدر الكتلة النابضة بـ 1.88±0.13 على الأقل 1.88±0.13 كتلة شمسية . 

## مميزات
تُظهر المراقبة طويلة المدى لفترة الدوران زيادات عشوائية صغيرة وتناقص بمرور الوقت على غرار السير العشوائي .  المسألة المتراكمة تسبب تغيرات عشوائية في فترة الدوران.

## روابط خارجية
- تدور تردد التاريخ من فيلا X-1

```
وصلة=| خريطة السماء
 
```